# Église Saint-Pierre de Saint-Pierre-les-Étieux
Pour les articles homonymes, voir Église Saint-Pierre.
L'église Saint-Pierre est une église catholique située sur la commune de Saint-Pierre-les-Étieux dans le département du Cher, en France.

## Historique
L'église romane à simple nef a été édifiée durant la première moitié du XIIe siècle.
L'édifice est inscrit au titre des monuments historiques par arrêté du 5 février 1925.